# Michel Tognini
Michel Ange-Charles Tognini (Vincennes, 30 de setembro de 1949) é um piloto de testes, general-brigadeiro da Força Aérea Francesa e ex-astronauta da Agência Espacial Européia.
Graduou-se como oficial piloto pela Academia da Força Aérea Francesa (École de l'Air) em 1973 e em sua carreira como aviador militar acumulou mais de 4000 horas de voo em 80 tipos de aeronaves, mais particularmente caças de combate e aviões de transporte como o F-104, MiG-25, Tupolev Tu-154 e Gloster Meteor. Em 1982 formou-se como piloto de testes no Reino Unido e nesta função testou vários sistemas de armamentos para os protótipos do Mirage 2000.
Em 1985, a França abriu um programa de recrutamento para aumentar seu corpo de astronautas e Tognini foi um dos sete selecionados pela CNES (Centre National d'Études Spatiales) para treinamento e um dos quatro enviados para exames médicos na Agência Espacial Russa, em Moscou. Designado como tripulante reserva da missão Soyuz TM-7, em novembro de 1986 ele foi para Centro de Treinamento de Cosmonautas Yuri Gagarin, na Cidade das Estrelas, para treinamento como piloto da missão conjunta ARAGATZ, entre soviéticos e franceses, incluindo treinamento em atividades extraveiculares. Entre 1989 e 1990, trabalhou no desenvolvimento do programa Hermes, da ESA, em Toulouse, na França.
De volta à Rússia, em 1991, foi designado para participar do programa franco-russo ANTARES e fez testes em simuladores do projeto Buran, tentativa mal sucedida da criação do ônibus espacial russo.

## Voos espaciais

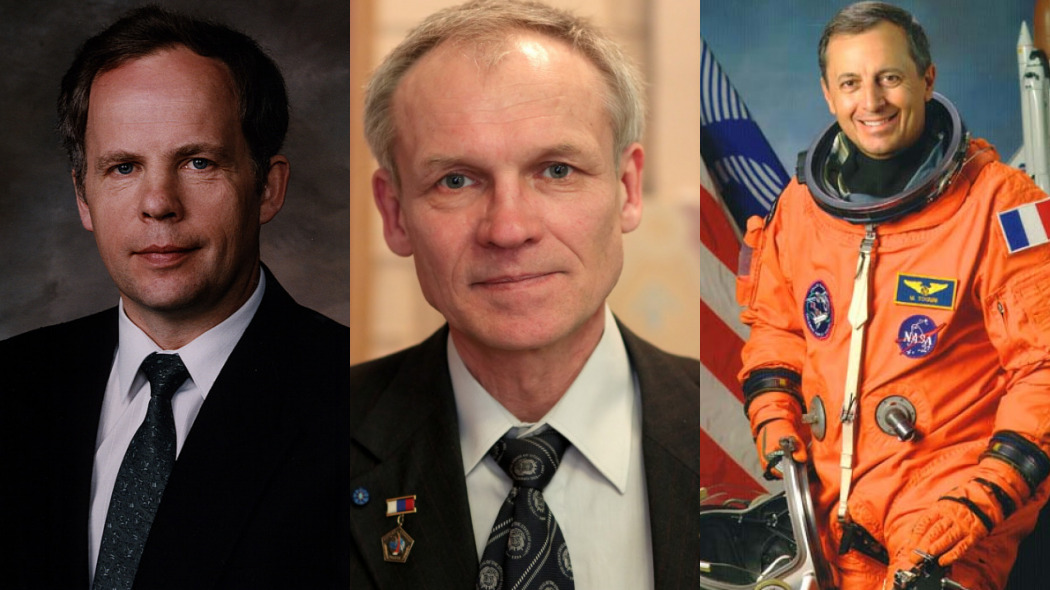
Tripulação da Soyuz TM-15

Tognini fez seu primeiro voo espacial em 27 de julho de 1992, na Soyuz TM-15, lançada do Cosmódromo de Baikonur para uma missão na estação orbital Mir. A missão conjunta foi realizada durante duas semanas, e ele e os soviéticos Alexander Viktorenko e Alexander Kaleri levaram a cabo diversas experiências preparadas por cientistas dos dois países. Voltou à Terra na Soyuz TM-14 em 10 de agosto.
Pelo resto da década, Tognini passou a exercer funções junto à NASA, em Houston, onde trabalhou no departamento de robótica, planejamento de operações da Estação Espacial Internacional e como CAPCOM (comunicador de voo) com as tripulações da ISS. Em 1999 fez seu segundo voo, desta vez no ônibus espacial Columbia, STS-93 - ele foi ao espaço tanto na Soyuz como no ônibus espacial, um dos poucos astronautas não russos ou norte-americanos a fazer isso - para uma missão de cinco dias na qual sua principal tarefa foi dar assistência ao lançamento em órbita do observatório de raios-X Chandra.
Retirou-se do serviço ativo em 2003.